# Mathieu Mayans

a Compétitions nationales et continentales officielles uniquement.

Mathieu Mayans, né le 25 avril 1986 à Montgeron, est un joueur français de rugby à XIII évoluant au poste de centre, de demi de mêlée, d'ailier ou d'arrière. Formé à Limoux depuis les cadets, il s'impose ensuite en équipe première. Il rejoint en 2010 Pia puis retourne en 2013 à Limoux.
Il compte à son palmarès trois titres de Championnat de France et un titre de Coupe de France.

## Biographie
Il est hors des terrains agent au Conseil départemental de l'Aude.
Mathieu Mayans est né en région parisienne à Montgeron avant de déménager avec sa famille à Limoux en 2002. Il découvre le rugby à XIII avec son frère Mickaël dans les rangs du club de Limoux et commence sa carrière en senior au sein de ce club y remportant notamment une Coupe de France en 2008. Il rejoint en 2010 Pia pendant trois ans avec lequel il remporte le Championnat de France en 2013. Après le retrait de ce dernier, il revient à Limoux et ajoute deux nouveaux titres de Championnat de France en 2016 et 2017.

## Palmarès
- Vainqueur du Championnat de France : 2013 (Pia), 2016 et 2017 (Limoux).
- Vainqueur de la Coupe de France : 2008 (Limoux).
- Finaliste du Championnat de France : 2009 (Limoux), 2012 (Pia) et 2018 (Limoux).
- Finaliste de la Coupe de France : 2009, 2010 (Limoux), 2011, 2012 (Pia), 2016 et 2018 (Limoux).

### En club
| Saison    | Club   | Compétition           | Matchs | Points | Essais | Goals | Drops |
| --------- | ------ | --------------------- | ------ | ------ | ------ | ----- | ----- |
| 2007-2008 | Limoux | Championnat de France | 20     | 40     | 10     | -     | -     |
| 2008-2009 | Limoux | Championnat de France | 22     | 76     | 19     | -     | -     |
| 2009-2010 | Limoux | Championnat de France | 13     | 4      | 1      | -     | -     |
| 2010-2011 | Pia    | Championnat de France | 13     | 44     | 10     | 2     | -     |
| 2011-2012 | Pia    | Championnat de France | 18     | 48     | 12     | -     | -     |
| 2012-2013 | Pia    | Championnat de France | 18     | 28     | 7      | -     | -     |
| 2013-2014 | Limoux | Championnat de France | 14     | 48     | 12     | -     | -     |
| 2014-2015 | Limoux | Championnat de France | 19     | 36     | 9      | -     | -     |
| 2015-2016 | Limoux | Championnat de France | 18     | 56     | 14     | -     | -     |
| 2016-2017 | Limoux | Championnat de France | 18     | 46     | 8      | 7     | -     |
| 2017-2018 | Limoux | Championnat de France | 16     | 20     | 5      | -     | -     |
| 2018-2019 | Limoux | Championnat de France | 18     | 44     | 11     | -     | -     |
| 2019-2020 | Limoux | Championnat de France | 4      | 4      | 1      | -     | -     |
| 2020-2021 | Limoux | Championnat de France | 3      | -      | -      | -     | -     |